# Philippodamias claggi
Philippodamias claggi är en fjärilsart som beskrevs av Clench 1953. Philippodamias claggi ingår i släktet Philippodamias och familjen nattflyn. Inga underarter finns listade i Catalogue of Life.